# サウジアラビアのハーイル地方の岩絵
サウジアラビアのハーイル地方の岩絵は、2015年の第39回世界遺産委員会で登録されたサウジアラビアの世界遺産である。サウジアラビアのハーイル州の2遺跡に残る岩絵群は、中東で最大規模と評価されているだけでなく、アラビア半島が砂漠化していった1万年におよぶ生活様式の変遷を伝えているという点でも価値を有する。

## 構成資産
この物件は1万年以上に及ぶこの地の変化、特に中期完新世以降に進展した砂漠化を伴う環境変化の様子を伝えており、時期によって描かれる動物などにも違いが見られる。また、後の時期にはイスラームの受容なども見て取ることができる。「ジュッバ様式」(Jubbah style) と呼ばれる様式にも特色があり、優れた芸術性を評価されている。
以下の2つの構成資産で成り立っている。

### ジャバル・ウンム・シンマン
ジャバル・ウンム・シンマン (Jabal Umm Sinman, ID1472-001) は都市ハーイルの北西 90 km、ジュッバに隣接する考古遺跡で、残る三方を砂漠に囲まれている。世界遺産としての登録面積は1,783.9 haで、緩衝地域は 1,951 haである。
この地の岩絵は、19世紀以降のヨーロッパ人らの記録にも散見されるが、本格的な研究は20世紀の第4四半期以降のことであった。

### ジャバル・アル＝マンジュールとジャバル・ラアト
ジャバル・アル＝マンジュールとジャバル・ラアト (Jabal al-Manjor and Jabal Raat, ID1472-002) はシュウェイミス近郊にあり、都市ハーイルの南方約250 kmに位置している。世界遺産としての登録面積は 259.9 haで、緩衝地域は 1,658.5 haである。
シュウェイミス近郊の2遺跡は長い間砂に埋もれていたワジにある。その再発見は2001年のことであった。この遺跡には1万年に及ぶ岩絵が残されており、関連する石器群も出土している。

## 登録経緯
この物件が世界遺産の暫定リストに記載されたのは2012年9月17日のことであり、正式推薦は2014年1月24日に行われた。文化遺産の諮問機関である国際記念物遺跡会議 (ICOMOS) は、類似の岩絵は他にもあるが、「時代、期間、量、質」の点で、ハーイル地方の岩絵は顕著な普遍的価値を持つと認めた。しかし、眺望を損ねる給水関連施設群について視覚的影響を低減する施策を講じるべきことや、それに関連して緩衝地域の設定を再考すべきことなどを求め、「情報照会」を勧告した。
これを受けた第39回世界遺産委員会では、「顕著な普遍的価値」が認められていることや、緩衝地域の設定が必須ではないことなどを踏まえてレバノンが強く登録を推し、他の委員国にも同調する国が多く出た。また、サウジアラビア当局がすでにICOMOSの勧告を踏まえて緩衝地域の変更を行なった旨の報告をしたことなどから、最終的には逆転での登録が認められた。ただし、岩絵の中には落書きによって上書きされるなどの例が見られることなどから、保護管理面の勧告内容は決議文でもそのまま維持された。

### 登録名
世界遺産としての正式登録名は、Rock Art in the Hail Region of Saudi Arabia （英語）、Art rupestre de la région de Hail en Arabie saoudite （フランス語）である。その日本語訳は資料によって以下のような揺れがある。
- サウジアラビアのハイール地方のロック・アート - 日本ユネスコ協会連盟[12]
- サウジアラビアのハーイル地方にある壁画 - 世界遺産検定事務局[6]
- サウジアラビア・ハーイル地方の岩絵 - 東京文化財研究所[11]
- サウジアラビアのハーイル地方の岩絵 - 『今がわかる時代がわかる世界地図』[13]
- サウジアラビアのハーイル州の岩絵 - 『なるほど知図帳』[14]
- サウジアラビアのハーイル地方にある岩絵 - 鈴木地平[15]

## 登録基準
この世界遺産は世界遺産登録基準のうち、以下の条件を満たし、登録された（以下の基準は世界遺産センター公表の登録基準からの翻訳、引用である）。
- (1) 人類の創造的才能を表現する傑作。
  - 世界遺産委員会はこの基準の適用理由について、この資産が「段階的な砂漠化を背景に、単純な石槌を用いた一定の幅の技量で創出された並外れた数の線刻画群を含んでおり、視覚的に魅せられる人類の創造的才能の表現である」[16]ことを挙げた。

- (3) 現存するまたは消滅した文化的伝統または文明の、唯一のまたは少なくとも稀な証拠。
  - こちらの基準については、この資産が「環境上の激変に対応した過去の社会の挑戦について傑出した証言を提供している」ことと、構成資産のうちの「シュウェイミスの線刻画群はその存在の並外れて詳細な記録を残して消えてしまった社会の例外的な証言を提供している」ことを挙げた[16]。